# Ann T. Bowling
Ann Trommershausen Bowling (1 de junio de 1943-8 de diciembre de 2000) fue una de las genetistas principales en el estudio de caballos, conduciendo investigaciones en las áreas de genética molecular y citogenética. Fue una figura importante en el desarrollo de pruebas para determinar el parentesco animal, primero por grupo sanguíneo en la década de 1980 y después con exámenes genéticos en los años de 1990. Después fue conocida por sus estudios de enfermedades hereditarias en caballos y por la genética de los pelajes del caballo, así como la investigación en la evolución de los équidos y el desarrollo de razas de caballos. Estudió la genética de población del caballo cimarrón, trabajó considerablemente para ayudar a preservar el Equus ferus przewalskii, y era uno de los miembros fundadores del proyecto internacional para crear el mapa el genoma del caballo. Fue profesora en la Universidad de California, Davis (UCD), y en el 2000 era la directora ejecutiva asociada del Laboratorio de Genética Veterinario (VGL). Su muerte inesperada el 8 de diciembre del 2000 cuando tenía 57 años se atribuyó a un derrame cerebral masivo.

## Carrera y primeros años
Ann Bowling (née Trommershausen) nació el 1 de junio de 1943 en Portland, Oregón, sus padres eran Claire Bowen y William Ernest Trommershausen, quién trabajó para la Administración de Electricidad de Bonneville. Después la familia Bowling se mudó a Boulder, Colorado, donde Ann atendió a la preparatoria de Boulder y obtuvo el título de valedictorian. Luego obtuvo su grado de licenciatura en Carleton College en Minnesota, como magna cum laude.
Bowling obtuvo su doctorado en 1969 en la Universidad de California, Davis, completando su tesis en la genética de plantas bajo la supervisión de G. Ledyard Stebbins. Se unió a la facultad de Universidad Occidental en Los Ángeles en 1968, entonces fue contratada por UC Davis en 1973, y en el 2000 era la directora ejecutiva asociada del Laboratorio de Genética Veterinario (VGL) en UC Davis.
Se casó con Michael Bowling en 1981. Ambos compartieron un interés fuerte en genética; antes a su matrimonio, Ann utilizó la investigación del registro de razas de Michael en su propio estudio sobre enfermedades genéticas en 1980. Michael Bowling escribió un número de artículos en genética caballar árabe para publicaciones de interés general, y los dos colaborado en un estudio de mtDNA en razas árabes. Su hija Lydia atendió escuela veterinaria en UC Davis.

## Animal parentage identificación
Bowling desarrolló algunas de las primeras pruebas de sangre y ADN para caballos, y además fue asesora de genética para varios registros de razas de caballo, incluyendo The Jockey Club, la Asociación Árabe de Caballos (originalmente Registro de caballos árabes de América), Asociación Americana de Caballos Cuarto de Milla, y la Asociación Americana de Caballos Morgan. En 1976, publicó su investigación sobre los tipos de sangre animal, y desarrolló pruebas de sangre para establecer linaje. Defendió el uso de pruebas de sangre para la verificación del linaje en el registró de animales. Varios registros de raza adoptaron la práctica. En el curso de esta investigación, también estudió el fenómeno de quimerismo, el cual a veces hacía que los resultados de linaje fueran inconsistentes.
En la década de 1990 cuando la ciencia de pruebas de linaje cambió, investigó la efectividad de pruebas de ADN y concluyó que es tan eficaz como las pruebas de sangre para verificar el linaje. Su grupo de investigación creó la verificación de linaje de caballos y camélidos — especie que fue gran parte de la investigación de Bowling—utilizando microsatélites como biomarcadores. Este protocolo de pruebas también se expandió para incluir ocho otros tipos de mamíferos.
Bowling aplicó su trabajo de identificación de linaje para ayudar a preservar la diversidad genética del caballo Przewalski. Entre sus investigaciones, reconstruyó el libro del rebaño de Askania Nova en Ucrania usando las pruebas de linaje. Estudió la genética de Mustangs en la Gran Cuenca y los determinó marcadores genéticos relacionándolos a otras razas de caballos domesticados. También realizó investigación sobre los tipos de sangre de la raza Paso Fino.
Uno de los trabajos más inusuales del VGL fue en 1996 con una investigación para Scotland Yard, en la cual ayudó a identificar la fuente de una muestra de sangre asociada con un asesinato. El laboratorio identificó la muestra como proveniente de un perro que estaba en la escena de delito, y esta información ayudó a los detectives principales a resolver el caso ya que los llevó a sospechar de quién era el dueño del perro. Bowling era la directora del laboratorio en ese tiempo y, a raíz de este trabajo, expandió el alcance del laboratorio para poder continuar a ayudar a identificar animales presentes en escenas de delitos y aquellos animales qué eran víctimas de robo o abuso animal. De este principio, el VGL también ayudó a crear una base de datos canina nacional usada para enjuiciar casos de peleas de perros. Bowling publicó artículos sobre linaje de mulas, incluyendo un caso donde probó la ocurrencia rara de una yegua de mula fértil por pruebas de linaje.

## Enfermedades genéticas e investigaciones de color del pelaje
Desde el principio de su carrera, Bowling escribió sobre educar a criadores de caballos sobre enfermedades genéticas en animales de raza pura y cómo para tratar estas condiciones. Realizó un número de investigaciones sobre la raza de caballos árabes, incluyendo la búsqueda de una de las enfermedades genéticas que afecta a esta raza, abiotrofia cerebelosa (CA). En 1985, creó un rebaño de cría en la UCD de caballos con CA, y este grupo de caballos proporcionó datos preliminares de ADN para investigadores. La investigación de Bowling sobre la CA no estaban publicados en el momento de su muerte, pero le dieron el crédito de demostrar que la condición tiene un modo de herencia recesivo y que probablemente fue el resultado de un solo alelo mutado. Una prueba de marcadores de ADN para la condición fue desarrollada por sus sucesores en la UCD, el cual fue disponible para el público en el 2008. En el 2011, la mutación responsable de la CA fue identificada, y la condición fue establecida como un autosómica recesiva.
Bowling también estudió las enfermedades genéticas en otras razas de caballos, incluyendo parálisis periódica hipercaliémica (HYPP) en el Caballo de cuarto de milla americano. En 1996, su investigación encontró que el origen de este desorden genéticamente dominante estaba localizado en un solo caballo semental, más tarde identificado públicamente como Impressive.
El trabajo de Bowling sobre la genética del color del pelaje originalmente coincidía con sus estudios de linaje. Su investigación relacionada con los colores de pelaje de caballos coincidía con su investigación de enfermedades genética cuándo estudió los patrones de overo vistos en caballos de pelajes manchados. Fue parte de un equipo de investigación que estudió el síndrome blanco letal (LWS), una condición fatal en potros recién nacidos. Escribió un estudio temprano en 1977 que determinó a la isoeritrólisis neonatal como causa de muerte. En 1983, el grupo conectó el LWS con un patrón de color del pelaje, más tarde identificado como marco overo, el cual está presente en el caballo con pelaje manchado americano y razas relacionadas. En 1997 Bowling fue una de tres investigadores que identificaron el gen responsable para LWS, y en el proceso identificó la condición en el caballo equivalente a la enfermedad de Hirschsprung.
Mientras investigaba el LWS, Bowling también estudió el fenómeno de cropouts; potros con manchas nacidos a caballos con pocas manchas. Ella también trabajó con el equipo que mapeó el gen crema, el cual es un gen de dilución sin efectos perjudiciales, aunque existe el concepto erróneo de que los colores crema podrían ser enlazados al síndrome blanco letal.
Adicionalmente a su trabajo en mutaciones perjudiciales asociadas a la genética de los caballos, Bowling estudió enfermedades genéticas del pastor ovejero Australiano que parecía estar conectado al pelaje de dilución merle.

## Proyecto del genoma del caballo
En la década de 1990 Bowling fue líder en el proyecto del genoma del caballo. Este trabajo fue importante para la medicina humana, ya que hay al menos 90 condiciones genéticas que afectan ambos humanos y caballos. El genoma del caballo fue secuenciado por primera vez en el 2006, y fue completamente mapeado en el 2009.

## Cría de caballos
Bowling tenía caballos árabes, y era cofundadora del Nuevo Albion Semental junto con su marido Michael y sus padres, Bill y Claire Trommershausen. Ann y sus padres tenían caballos parte-árabes cuándo vivieron en Colorado; Michael Bowling tuvo árabes desde 1962. Construyeron la granja en septiembre de 1980, al mismo tiempo que Ann y Michael se casaron, y marcaron un énfasis en linajes descendidas del Crabbet semental árabe. La granja continuó siendo operada por su marido e hija después de que Bowling falleció. La investigación de Bowling sobre el ADN mitocondrial en árabes encontró que registros de pedigrí hechos por el registro americano para caballos árabes era generalmente fiable del tiempo de importación en adelante. Pero su trabajo también cuestionó la creencia de que los caballos importados del desierto identificados por líneas de dique históricas o "razas" en sus pedigrís de hecho podían ser identificados con grupos matrilineales específicos. Bowling también encontró que algunas líneas de yegua originadas de una misma raza no estaban relacionadas en absoluto, y algunas yeguas cuyos pedigrís decían que eran de diferentes razas resultaron estar relacionadas.

## Publicaciones
Bowling fue la autora o coautora de dos libros y 93 artículos de revistas científicas
Libros
- Bowling, Ann T. (1997). Horse Genetics (Repr. edición). Wallingford: CAB International. ISBN 978-0-85199-101-6.
- Bowling, A.T.; Ruvinsky, A. (2000). The Genetics of the Horse. Wallingford: CAB International. ISBN 978-0-85199-925-8.